# Creosolo
Il creosolo è uno dei componenti principali del creosoto, nonché il principale costituente della miscela di fenoli che conferisce aroma alle olive.